# Channa melanostigma
Channa melanostigma és una espècie de peix de la família dels cànnids i de l'ordre dels perciformes.

## Descripció
- Fa 14,3 cm de llargària màxima.
- 5 escates a les galtes i 27-28 al voltant del peduncle caudal.
- 50-51 vèrtebres.
- 36-37 radis ramificats a l'aleta dorsal.
- La darrera aleta dorsal s'insereix entre les vèrtebres núm. 41 i 43.
- Aleta caudal amb 14-15 franges transversals en ziga-zaga i en intervals irregulars.[4][6]

## Hàbitat i distribució geogràfica
És un peix d'aigua dolça, bentopelàgic i de clima tropical, el qual viu a Àsia: el riu Lohit (la conca del riu Brahmaputra a Arunachal Pradesh, l'Índia).

## Observacions
És inofensiu per als humans.